# Desastre de Struma
El desastre de Struma va ser l'enfonsament en el 24 de febrer de 1942 d'un vaixell, el MV Struma, que intentava portar a gairebé 800 refugiats jueus des de Romania, aliada de l'Eix, al mandat britànic de Palestina. Es tractava d'un petit vaixell amb casc de ferro de només 240 TRB que havia estat construït en 1867 com goleta de vapor, però que recentment havia estat reequipat amb un motor dièsel de segona mà poc fiable. Tot i que Struma només tenia 45 m d'eslora, 6 m de mànega i 3 m de calat, es calcula que en ell viatjaven 791 refugiats i 10 tripulants.
El motor dièsel del Struma va fallar diverses vegades entre la seva sortida de Constança en la mar Negra el 12 de desembre de 1941 i la seva arribada a Istanbul el 15 de desembre. Va haver de ser remolcat per un remolcador per a sortir de Constança i entrar a Istanbul. El 23 de febrer de 1942, amb el seu motor encara inoperant i els seus passatgers refugiats a bord, les autoritats turques van remolcar al Struma des d'Istanbul a través del Bòsfor fins a la costa de Şile en el nord d'Istanbul. A les poques hores, en el matí del 24 de febrer, el submarí soviètic Shch-213 el va torpedinar, matant a uns 781 refugiats més 10 tripulants, convertint-lo en el major desastre naval exclusivament civil de la Segona Guerra Mundial. Fins fa poc el nombre de víctimes s'havia estimat en 768, però la xifra actual és el resultat d'un estudi recent de sis llistes de passatgers diferents. Només una persona a bord, David Stoliar, de 19 anys, va sobreviure (va morir en 2014 als 91 anys).
La catàstrofe de Struma es va unir a la del SS Patria -enfonsat després d'un sabotatge de la Haganà mentre estava carregat de refugiats jueus 15 mesos abans- com a punts de trobada dels moviments clandestins sionistes revisionistes Irgun i Lehi, encoratjant la seva campanya contra el govern colonial britànic.